# Robar RC-50
Robar RC-50 — американская крупнокалиберная снайперская винтовка, производящаяся фирмой Robar Companies, Inc.
Robar RC-50 выпускается в двух модификациях:
- RC-50 Standard — базовая конфигурация;
- RC-50F — со складным прикладом.

Затвор продольно-скользящий. Ствол оснащён дульным компенсатором. Ствольная коробка имеет планку для 16.0Х кратного оптического или ночного прицела. Приклад оснащён резиновым затыльником. Ложа и приклад — из стеклопластика. Винтовка имеет сошки.